# La noche es para mí
La noche es para mí est une chanson pop avec des rythmes orientaux de l'artiste espagnole Soraya Arnelas, qui fait partie de l'album studio intulé Sin Miedo. Elle a été composée par Jason Gill, Dimitri Stassos et Irini Michas, et adaptée en espagnol par Felipe Pedroso. Le 28 février elle est choisie pour représenter l'Espagne au Concours Eurovision de la chanson 2009.